# Плесовский, Фёдор Васильевич
Фёдор Васильевич Плесовский (1 октября 1920, Плёсо, Северо-Двинская губерния — 27 марта 1988, Сыктывкар, Коми АССР) — фольклорист-сказковед, кандидат филологических наук, исследователь устного творчества и языка народа коми.

## Биография
Родился 1 октября 1920 года в деревне Плесо (ныне — Прилузского района Коми). В 1941 году окончил Педагогический институт Коми. В 1951 году защитил кандидатскую диссертацию на тему «Сказки коми народа». С 1952 по 1982 год работал старшим научным сотрудником отдела языка и литературы Коми филиала АН СССР. Занимался сбором и систематизацией произведений народного творчества коми, вопросами эпоса в коми фольклоре, этимологизацией топонимов и коми фамилий. Был руководителем и участником многих фольклорных экспедиций по районам Коми АССР. Умер 27 марта 1988 года, похоронен в Сыктывкаре.

## Избранные труды
На коми языке
- Коми мойдъяс, сьыланкывъяс да пословицаяс = Коми сказки, песни и пословицы / Сост. Ф. В. Плесовский. — Сыктывкар: Коми кн. изд-во, 1956. — 226 л.б.
- Коми мойдъяс да сьыланкывъяс = Коми сказки и песни / Сост. Ф. В. Плесовский. — Сыктывкар: Коми кн. изд-во, 1963. — 128 с.
- Коми мойдъяс = Коми сказки / Сост. Ф. В. Плесовский. — Сыктывкар: Коми кн. изд-во, 1966. — 140 с.
  -  — Сыктывкар: Коми кн. изд-во, 1976. — 136 с.
- Коми пословицы и поговорки / Сост. Ф. В. Плесовский. — Сыктывкар: Коми кн. изд-во, 1973. — 216 с. (с переводом на русский язык)
- Коми народные загадки / Сост. Ф. В. Плесовский. — Сыктывкар: Коми кн. изд-во, 1975. — 111 с. (с переводом на русский язык)
- Коми фразеологизмъяс = Коми фразеологизмы / Сост. Ф. В. Плесовский. — Сыктывкар: Коми кн. изд-во, 1980. — 119 с.
  - Коми кывтэчасъяс = Коми фразеологизмы / Сост. Ф. В. Плесовский. — Сыктывкар: Коми кн. изд-во, 1986. — 176 с.
- Коми шусьöгъяс да кывйöзъяс = Коми пословицы и поговорки / Сост. Ф. В. Плесовский. — 2-е изд. — Сыктывкар: Коми кн. изд-во, 1983. — 208 с.
- Комиын овъяс = Коми фамилии / Сост. И. Л. Жеребцов. — Сыктывкар, 1997.
- Комияс да чудьяс = Коми и чудь // Войвыв кодзув. — 1989. — № 9. — С. 57.

На русском языке
- Свадьба народа коми (обряды и причитания). — Сыктывкар: Коми кн. изд-во, 1968. — 320 с.
- История коми литературы: в 3-х т. — Сыктывкар: Коми кн. изд-во, 1979. — Т. 1. Фольклор. — (Соавторы — А. К. Микушев, Ю. Г. Рочев, П. И. Чисталёв)
- Коми народные сказки / Сост. Ф. В. Плесовский, Н. Белинович. — Сыктывкар: Коми кн. изд-во, 1958. — 158 с.
  - / Сост. Ф. В. Плесовский. — Сыктывкар: Коми кн. изд-во, 1975. — 143 с.
- Космогонические мифы коми и удмуртов // Этнография и фольклор коми / Труды ИЯЛИ КФ АН СССР. — Сыктывкар. — Вып. 13. — 1972.
- История собирания и изучения фольклора народа коми // НА Коми НЦ УрО РАН. — Ф. 1. — Оп. 11. — Д. 163.